# Цур-Моше
Цур-Моше (ивр. צוּר מֹשֶׁה‎) — мошав в Центральном округе Израиля. Основан выходцами из Греции в 1937 году способом «Стена и башня». Принадлежит к мошавному движению, административно входит в региональный совет Лев-ха-Шарон. Население в 2019 году около 3,3 тысячи человек, основа экономики — сельское хозяйство, включая цветоводство и плантации субтропических плодовых культур.

## География
Цур-Моше расположен в долине Шарон, в 3 км к юго-востоку от перекрёстка Шарон, севернее города Кфар-Сава и восточнее Нетании. Административно входит в региональный совет Лев-ха-Шарон. Согласно интернет-сайту регионального совета, площадь мошава — 3245 дунамов (3,245 км²), тогда как Электронная еврейская энциклопедия указывает площадь в 260 га.

## История
Поселение Цур-Моше основано в 1937 году накануне Йом-кипура методом «Стена и башня» на землях, приобретённых у Юсефа Хануна из деревни Шуфа. Его основателями стали еврейские иммигранты из греческих городов Салоники и Кастория. Новый населённый пункт получил имя в честь греческого сионистского деятеля Моше (Моисиса) Кофинаса — депутата греческого парламента в 1920 годы и делегата XI Сионистского конгресса. Первая часть названия, «Цур», образована от названия хасмонейского города Цоран, ренее располагавшегося в этом регионе. В 1940 году к жителям мошава присоединилась группа репатриантов из Болгарии.
В результате дальнейшего роста населения Цур-Моше превратился в один из крупнейших населённых пунктов в своём регионе. Произошло территориальное разделение населения — потомки первых поселенцев сосредоточены в квартале Гиват-Моше, а новоприбывшие жители в районе Бустан-ха-Кфар.

## Население
По данным Центрального статистического бюро Израиля, население на начало 2020 года составляло 3 291 человек.
По данным на 2019 год, в Цур-Моше проживал 3291 человек. Во время переписи населения 2008 года в мошаве проживали 2,7 тысячи человек, медианный возраст которых составлял 31 год. Около 38 % населения составляли дети и подростки в возрасте до 17 лет включительно, 4 % — жители в пенсионном возрасте (65 лет и старше). Почти 3/4 жителей в возрасте 15 лет и старше состояли в браке. На замужнюю женщину в среднем приходилось 1,9 ребёнка, в домохозяйстве в среднем состояли 3,1 человека. Почти в половине семей с детьми моложе 17 лет таких детей было двое, ещё в трети — трое.
По состоянию на 2008 год, почти 90 % жителей Цур-Моше были уроженцами Израиля, а 75 % репатриантов прибыли в страну до 1990 года. При этом почти 60 % жителей в возрасте 15 лет и старше переехали в мошав из других населённых пунктов в течение 5 лет перед переписью. Более половины жителей в возрасте 15 лет и старше имели как минимум первую академическую степень, ещё треть имели аттестат зрелости или диплом о среднем профессиональном образовании.

## Экономика
Основу экономики Цур-Моше составляет сельское хозяйство. На территории мошава действуют птицеферма, плантации цитрусовых и субтропических плодовых культур, цветоводческое хозяйство.
По данным переписи населения 2008 года, 87 % жителей Цур-Моше в возрасте 15 лет и старше относились к трудоспособной части населения Израиля. Уровень безработицы среди этой группы составлял 1,2 %, из жителей в возрасте 15-17 лет работали 40 %. Четверо из каждых пяти трудоустроенных жителей мошава были наёмными работниками, основные сферы занятости — торговля и аренда недвижимости и деловые услуги (более четверти трудоустроенных), гражданская администрация, образование, промышленное производство, торговля.
В 2008 году в 92 % домохозяйств в мошаве был персональный компьютер, в 94 % как минимум один автомобиль (в 58 % — два и больше). На домохозяйство приходилось в среднем 2,2 сотовых телефона. Плотность проживания — 0,7 человека на комнату.